# Arne Ziegler
Arne Ziegler (* 24. Februar 1963) ist ein deutscher Germanist und seit 2005 Professor für Deutsche Sprache mit den Schwerpunkten Historische Sprachwissenschaften und Variationslinguistik an der Universität Graz.

## Leben
Arne Ziegler studierte Germanistik und Sportwissenschaften an der Universität Bochum, wo er 1996 mit einer Arbeit über die deutsche Sprache in Brasilien bei Ilpo Tapani Piirainen und Siegfried Grosse zum Dr. phil. promovierte. Im Anschluss wechselte er zur Universität Münster und habilitierte sich dort 2002.
2005 wurde er auf die Professur für Deutsche Sprache an der Karl-Franzens Universität Graz berufen und leitet dort seitdem den Arbeitsbereich Soziolinguistik, Variationslinguistik und Historische Sprachwissenschaften.
Arne Ziegler ist Mitbegründer und Vorstandsmitglied der Gesellschaft für germanistische Sprachgeschichte e. V. (GGSG) und leitete die Gesellschaft als Vorsitzender von 2012 bis 2014. Von 2010 bis 2021 war er Mitglied im Ausschuss der Internationalen Vereinigung für Germanistik (IVG) und von 2021 bis 2025 ist er Präsident der IVG. Er ist damit gleichzeitig Veranstalter des Weltkongresses der Germanistik 2025 in Graz.

## Forschungsschwerpunkte
- Historische Sprachwissenschaften
- Soziolinguistik und Variationslinguistik (Jugendsprachen, Stadtsprachen, Sprachkontaktforschung)
- Grammatik
- Quantitative Linguistik
- Sprachdidaktik

## Schriften (Auswahl)

### Soziolinguistik und Variationslinguistik
- mit Stefanie Edler und Georg Oberdorfer (eds.): Urban Matters. Current approaches to variationist sociolinguistics (Studies in Language Variation). Amsterdam et al.: Benjamins 2021, ISBN 978-90-272-1013-5, E-Book: ISBN 978-90-272-5828-1
- mit Elisabeth Scherr (Hrsg.): In Stadt und Land – Perspektiven variationslinguistischer und soziolinguistischer Forschung. Bern. Linguistik Online 2021. Open Access: https://bop.unibe.ch/linguistik-online/issue/view/1148, eISSN 1615-3014
- (ed.): Jugendsprachen. Aktuelle Perspektiven internationaler Forschung/Youth Languages. Current Perspectives of International Research. 2 Bde. Berlin, Boston: de Gruyter Mouton 2018, ISBN 978-3-11-047004-8, E-Book: ISBN 978-3-11-047222-6
- mit Christa Dürscheid (Hrsg.): Kommunikationsform E-Mail. 2. Aufl. Tübingen: Stauffenburg 2007, ISBN 978-3-86057-686-1
- Deutsche Sprache in Brasilien. Untersuchungen zum Sprachwandel und zum Sprachgebrauch der deutschstämmigen Brasilianer in Rio Grande do Sul. Essen: Blaue Eule 1996, ISBN 3-89206-749-X, ISBN 978-3-89206-749-8

### Historische Linguistik
- mit Albrecht Greule und Jörg Meier (Hrsg.): Kanzleisprachenforschung. Ein internationales Handbuch. de Gruyter, Berlin/Boston 2012, ISBN 978-3-11-019337-4, E-Book: ISBN 978-3-11-026188-2
- (ed.): Historische Textgrammatik und Historische Syntax des Deutschen. Traditionen, Innovationen, Perspektiven, 2 Bände. Berlin / New York: de Gruyter 2010, ISBN 3-11-021993-X, ISBN 978-3-11-021993-7
- Städtische Kommunikationspraxis im Spätmittelalter. Historische Soziopragmatik und historische Textlinguistik. Berlin: Weidler 2003, ISBN 3-89693-227-6, ISBN 978-3-89693-227-3
- Actionale Protocollum. Das älteste Stadtbuch von Bratislava/Preßburg aus den Jahren 1402–1506. Múzeum kultúry karpatských Nemcov, Bratislava 1999, ISBN 80-8060-014-7 ISBN 978-80-8060-014-3

### Grammatik
- Variantengrammatik des Standarddeutschen. Ein Online-Nachschlagewerk. Verfasst von einem Autorenteam unter der Leitung von Christa Dürscheid, Stephan Elspaß und Arne Ziegler 2018. [Open Access: http://mediawiki.ids-mannheim.de/VarGra/index.php/Start]
- mit Elisabeth Scherr: Flexion. In: Variantengrammatik des Standarddeutschen. Ein Online-Nachschlagewerk. Verfasst von einem Autorenteam unter der Leitung von Christa Dürscheid, Stephan Elspaß und Arne Ziegler 2018 ([Open Access: http://mediawiki.ids-mannheim.de/VarGra/+index.php/Flexion]).
- Opakheit. Ein Blick auf das Unsichtbare in Grammatik und Sprache. In: Andreas Bittner, Constanze Spieß (Hrsg.): Formen und Funktionen. Morphosemantische Prozesse im Deutschen in Geschichte und Gegenwart. Berlin/Boston: de Gruyter 2016, S. 215–231.
- Grammatik und Neue Medien. Ein pragmatischer Zugang. In Mechthild Habermann (ed.): Grammatik wozu? Vom Nutzen des Grammatikwissens in Alltag und Schule, 150–172. Mannheim & Zürich: Dudenverlag 2010.

### Sprachdidaktik
- mit Klaus-Michael Köpcke (Hrsg.): Deutsche Grammatik in Kontakt. Deutsch als Zweitsprache in Schule und Unterricht. Berlin, Boston: de Gruyter 2015, ISBN 978-3-11-037280-9, E-Book: ISBN 978-3-11-036717-1
- mit Klaus-Michael Köpcke (Hrsg.): Schulgrammatik und Sprachunterricht im Wandel. Berlin, Boston: de Gruyter 2013, ISBN 978-3-11-031590-5, E-Book: ISBN 978-3-11-031617-9
- mit Klaus-Michael Köpcke (Hrsg.): Grammatik – Lehren, Lernen, Verstehen. Zugänge zur Grammatik des Gegenwartsdeutschen. Berlin, Boston: de Gruyter 2011, ISBN 978-3-11-026317-6, E-Book: ISBN 978-3-11-026318-3
- mit Klaus-Michael Köpcke (Hrsg.): Grammatik in der Universität und für die Schule. Theorie, Empirie und Modellbildung. Tübingen: Niemeyer 2007, ISBN 978-3-484-31277-7

### Quantitative Linguistik
- Denotative Textanalyse. In: Gabriel Altmann, Reinhard Köhler & Raimund Piotrowski (eds.): Quantitative Linguistik – Quantitative Linguistics. Ein internationales Handbuch – An International Handbook. de Gruyter, Berlin / New York 2005, S. 423–446.
- mit Gabriel Altmann (2003): Text Stratification. In: Journal of Quantitative Linguistics. Vol: 10/3 2003, 275–292.
- mit Gabriel Altmann: Denotative Textanalyse. Ein textlinguistisches Arbeitsbuch (Edition Praesens Studienbücher 2). Edition Praesens, Wien 2002, ISBN 978-3-7069-0131-4.

### Herausgeberschaften
- mit Peter Wiesinger, Alexandra N. Lenz, Gerhard Budin, Stephan Elspaß, Stefan Michael Newerkla. Schriften zur deutschen Sprache in Österreich. Peter Lang, Frankfurt am Main / Berlin / Bern / Bruxelles / New York / Oxford / Wien 2017ff.
- mit Stephan Müller, Jörg Riecke† und Claudia Wich-Reif. Lingua Historica Germanica. Akademie Verlag [de Gruyter], Berlin 2011ff.
- mit Hans Ulrich Schmid. Jahrbuch für germanistische Sprachgeschichte. de Gruyter, Berlin/Boston 2009ff.